# Cublac
Cublac est une commune française située dans le département de la Corrèze, en région Nouvelle-Aquitaine.
La commune est connue pour son ancienne exploitation de charbon entre 1781 et 1914, celle-ci a laissé plusieurs vestiges.
Ses habitants sont appelés les Cublacois.

## Géographie

### Localisation
Comprise dans l'unité urbaine de Terrasson-Lavilledieu et limitrophe du département de la Dordogne, la commune de Cublac est située dans le quart sud-ouest du département de la Corrèze, dans le bassin de Brive, en région Nouvelle-Aquitaine.

### Communes limitrophes
Cublac est limitrophe de cinq autres communes, dont trois dans le département de la Dordogne. À l'ouest, Beauregard-de-Terrasson n'est limitrophe que par un simple quadripoint.
| Villac (Dordogne)                  | Brignac-la-Plaine                |        |
| Beauregard-de-Terrasson (Dordogne) | Cublac                           | Mansac |
|                                    | Terrasson-Lavilledieu (Dordogne) |        |

### Géologie et relief
L'altitude minimale, 82 mètres, se trouve au sud, là où la Vézère quitte la commune et entre sur celle de Terrasson-Lavilledieu. L'altitude maximale avec 326 mètres est localisée au nord-ouest, près du lieu-dit la Valette-Basse, en limite de la commune de Brignac-la-Plaine.
Au Carbonifère, la région de Cublac est traversée par plusieurs cours d'eau qui forment des deltas où des végétaux se sont fait recouvrir par des sédiments. Plusieurs couches de charbon s'intercalent alors entre les micaschistes, grès triasique et du calcaire du Jurassique. Le gisement est entrecoupé par des failles post-permienne.

Coupe du bassin houiller de Cublac.

### Hydrographie

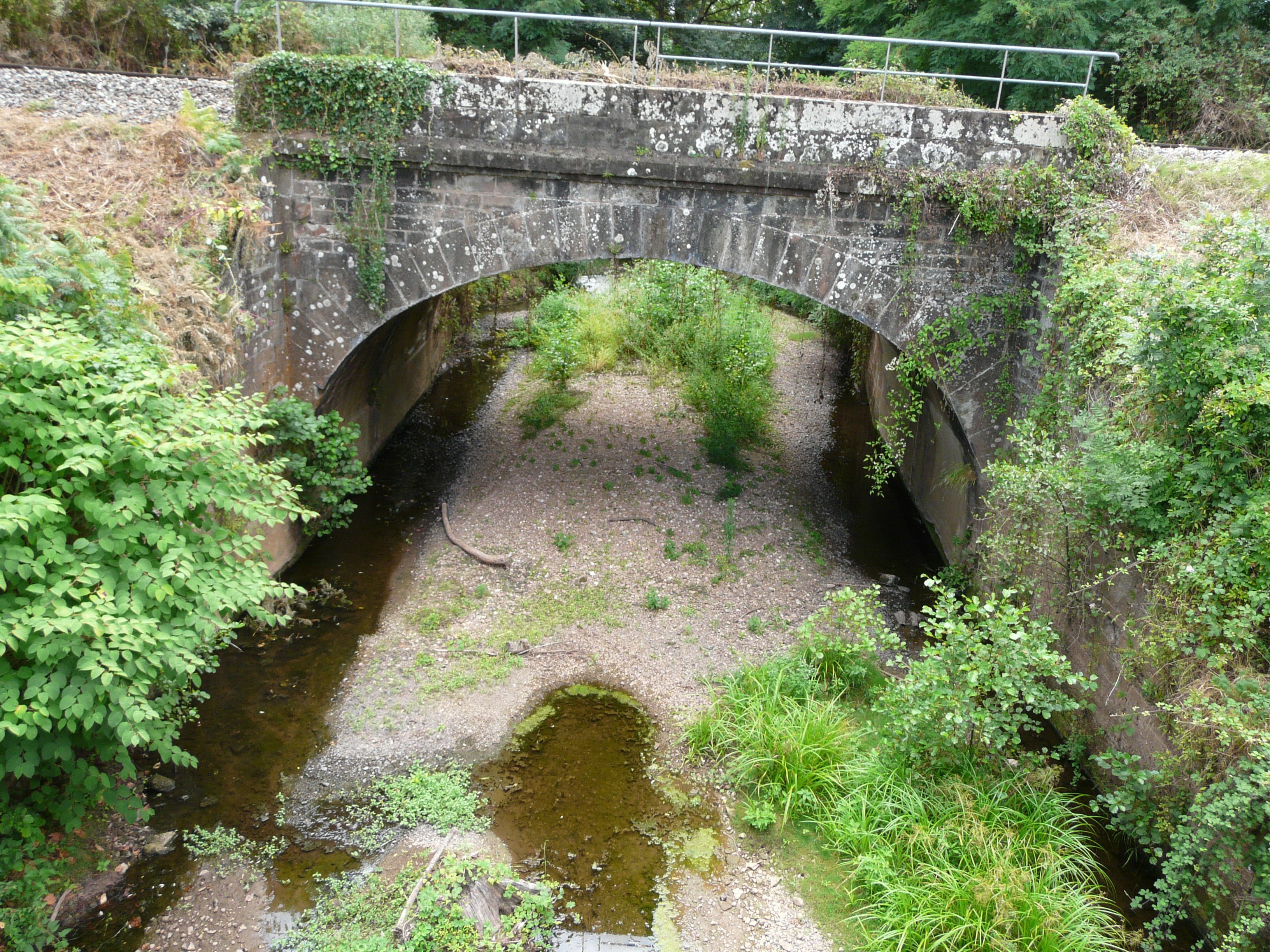
La Logne en limites de Mansac et Cublac.

La commune de Cublac est bordée au sud sur plus de quatre kilomètres par la Vézère, et à l'est sur plus de trois kilomètres par les méandres de son affluent, la Logne, ainsi qu'à l'ouest par le Ribeyrol, affluent de l'Elle.

### Voies de communication et transports
À l'intersection des routes départementales (RD) 2 et 3, le bourg de Cublac se situe, en distances orthodromiques, à moins de deux kilomètres au nord-nord-est du centre-ville de Terrasson et dix-huit kilomètres à l'ouest de Brive-la-Gaillarde.
Le territoire communal est également desservi par les RD 39 et 147. L'autoroute A89 traverse la partie nord de la commune mais l'échangeur le plus proche (no 18, celui de Terrasson), se trouve sur la commune voisine de Mansac, à sept kilomètres du bourg de Cublac par la route.

### Climat
Pour des articles plus généraux, voir Climat de la Nouvelle-Aquitaine et Climat de la Corrèze.
Historiquement, la commune est exposée à un climat océanique aquitain.  
En 2020, Météo-France publie une typologie des climats de la France métropolitaine dans laquelle la commune est exposée à un climat océanique altéré et est dans la région climatique  Ouest et nord-ouest du Massif Central, caractérisée par une pluviométrie annuelle de 900 à 1 500 mm, maximale en automne et en hiver.
Pour la période 1971-2000, la température annuelle moyenne est de 12,7 °C, avec  une amplitude thermique annuelle de 15,4 °C. Le cumul annuel moyen de précipitations est de 1 018 mm, avec 12,7 jours de précipitations en janvier et 7,3 jours en juillet. Pour la période 1991-2020, la température moyenne annuelle observée sur la station météorologique la plus proche, située sur la commune de Brive-la-Gaillarde à 18 km à vol d'oiseau, est de 12,9 °C et le cumul annuel moyen de précipitations est de 903,9 mm,. Pour l'avenir, les paramètres climatiques de la commune estimés pour 2050 selon différents scénarios d’émission de gaz à effet de serre sont consultables sur un site dédié publié par Météo-France en novembre 2022.

## Urbanisme

### Typologie
Au 1er janvier 2024, Cublac est catégorisée commune rurale à habitat dispersé, selon la nouvelle grille communale de densité à 7 niveaux définie par l'Insee en 2022.
Elle appartient à l'unité urbaine de Terrasson-Lavilledieu, une agglomération inter-départementale dont elle est une commune de la banlieue,. Par ailleurs la commune fait partie de l'aire d'attraction de Brive-la-Gaillarde, dont elle est une commune de la couronne,. Cette aire, qui regroupe 80 communes, est catégorisée dans les aires de 50 000 à moins de 200 000 habitants,.

### Occupation des sols
L'occupation des sols de la commune, telle qu'elle ressort de la base de données européenne d’occupation biophysique des sols Corine Land Cover (CLC), est marquée par l'importance des territoires agricoles (50,7 % en 2018), en augmentation par rapport à 1990 (49,2 %). La répartition détaillée en 2018 est la suivante : 
forêts (45 %), zones agricoles hétérogènes (25,2 %), prairies (23,6 %), zones urbanisées (4,3 %), terres arables (1,9 %).
L'évolution de l’occupation des sols de la commune et de ses infrastructures peut être observée sur les différentes représentations cartographiques du territoire : la carte de Cassini (XVIIIe siècle), la carte d'état-major (1820-1866) et les cartes ou photos aériennes de l'IGN pour la période actuelle (1950 à aujourd'hui).

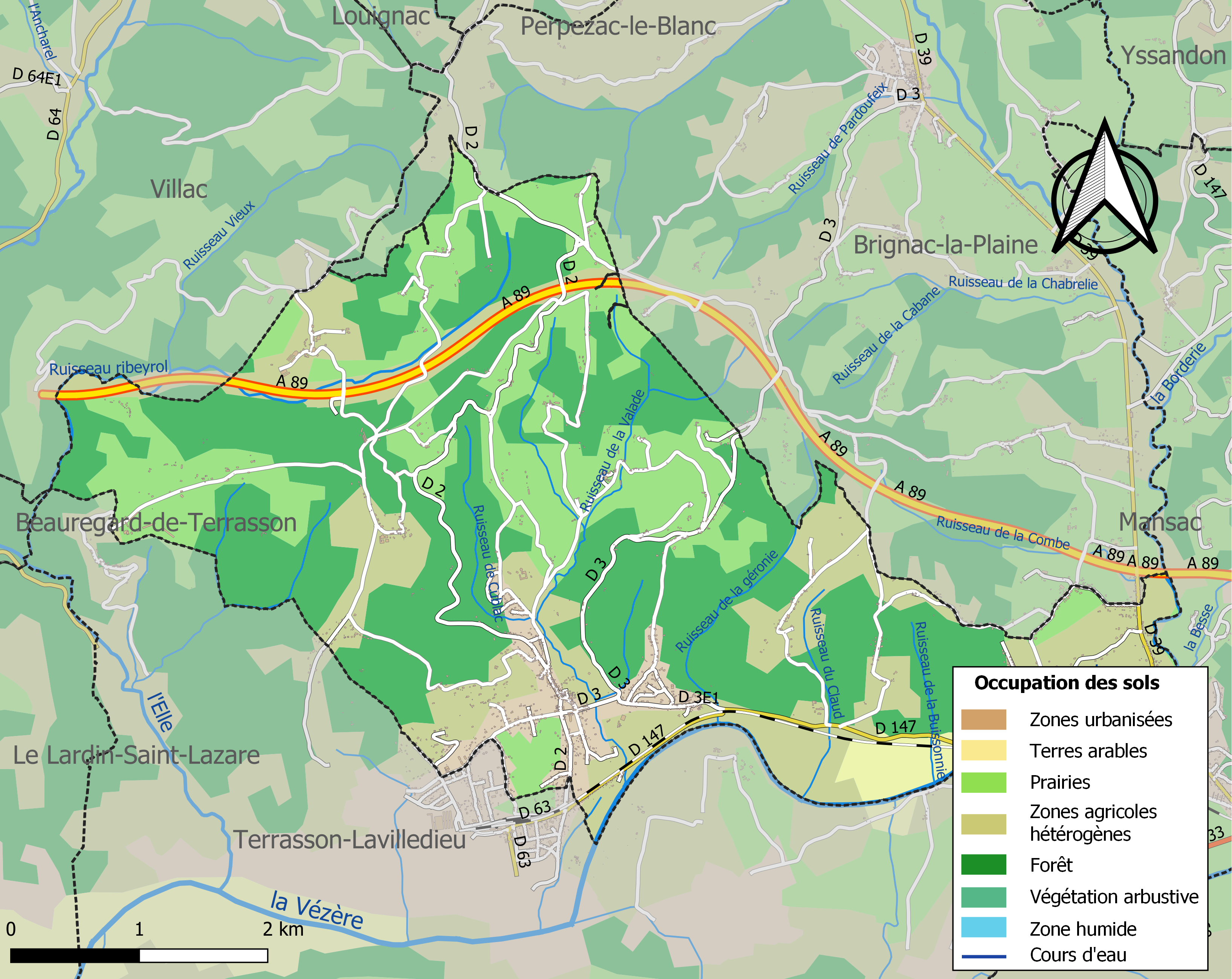
Carte des infrastructures et de l'occupation des sols de la commune en 2018 (CLC).

### Risques majeurs
Le territoire de la commune de Cublac est vulnérable à différents aléas naturels : météorologiques (tempête, orage, neige, grand froid, canicule ou sécheresse), inondations, feux de forêts, mouvements de terrains et séisme (sismicité très faible). Il est également exposé à deux risques technologiques,  le transport de matières dangereuses et la rupture d'un barrage, et à deux risques particuliers : le risque minier et le risque de radon. Un site publié par le BRGM permet d'évaluer simplement et rapidement les risques d'un bien localisé soit par son adresse soit par le numéro de sa parcelle.

#### Risques naturels

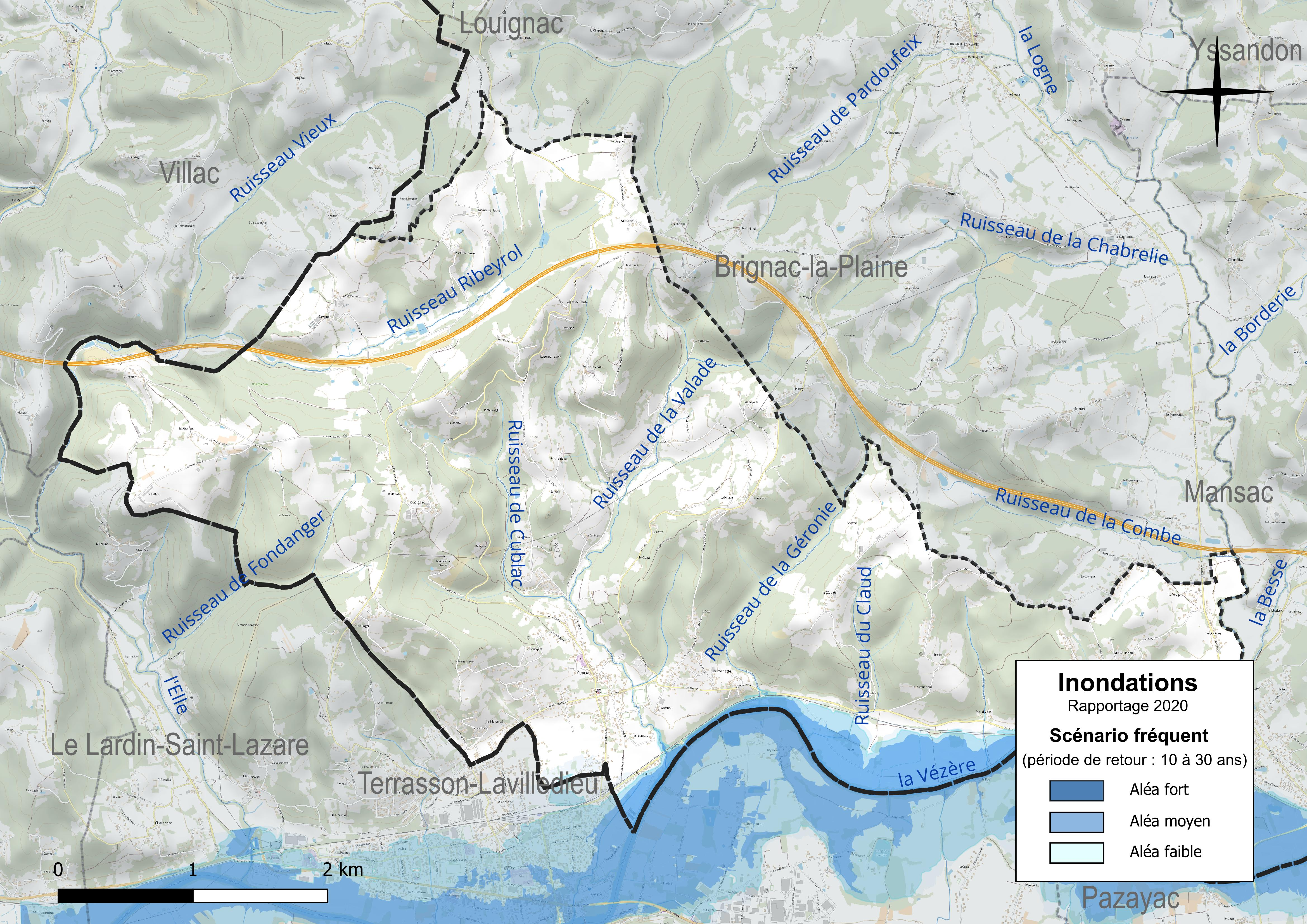
Carte de la zone inondable de la commune définie pour le scénario fréquent, dans le territoire à risque important d’inondation (TRI) Tulle-Brive.

La commune fait partie du territoire à risques importants d'inondation (TRI) de Tulle-Brive, regroupant 20 communes concernées par un risque de débordement de la Corrèze et de la Vézère (17 dans la Corrèze et trois dans la Dordogne), un des 18 TRI qui ont été arrêtés le 11 janvier 2013 sur le bassin Adour-Garonne. Des cartes des surfaces inondables ont été établies pour trois scénarios : fréquent (crue de temps de retour de 10 ans à 30 ans), moyen (temps de retour de 100 ans à 300 ans) et extrême (temps de retour de l'ordre de 1 000 ans, qui met en défaut tout système de protection). La commune a été reconnue en état de catastrophe naturelle au titre des dommages causés par les inondations et coulées de boue survenues en 1982, 1983, 1999, 2001 et 2011,. Le risque inondation est pris en compte dans l'aménagement du territoire de la commune par le biais du plan de prévention des risques (PPR) inondation « Vézère », approuvé le 29 août 2002. 

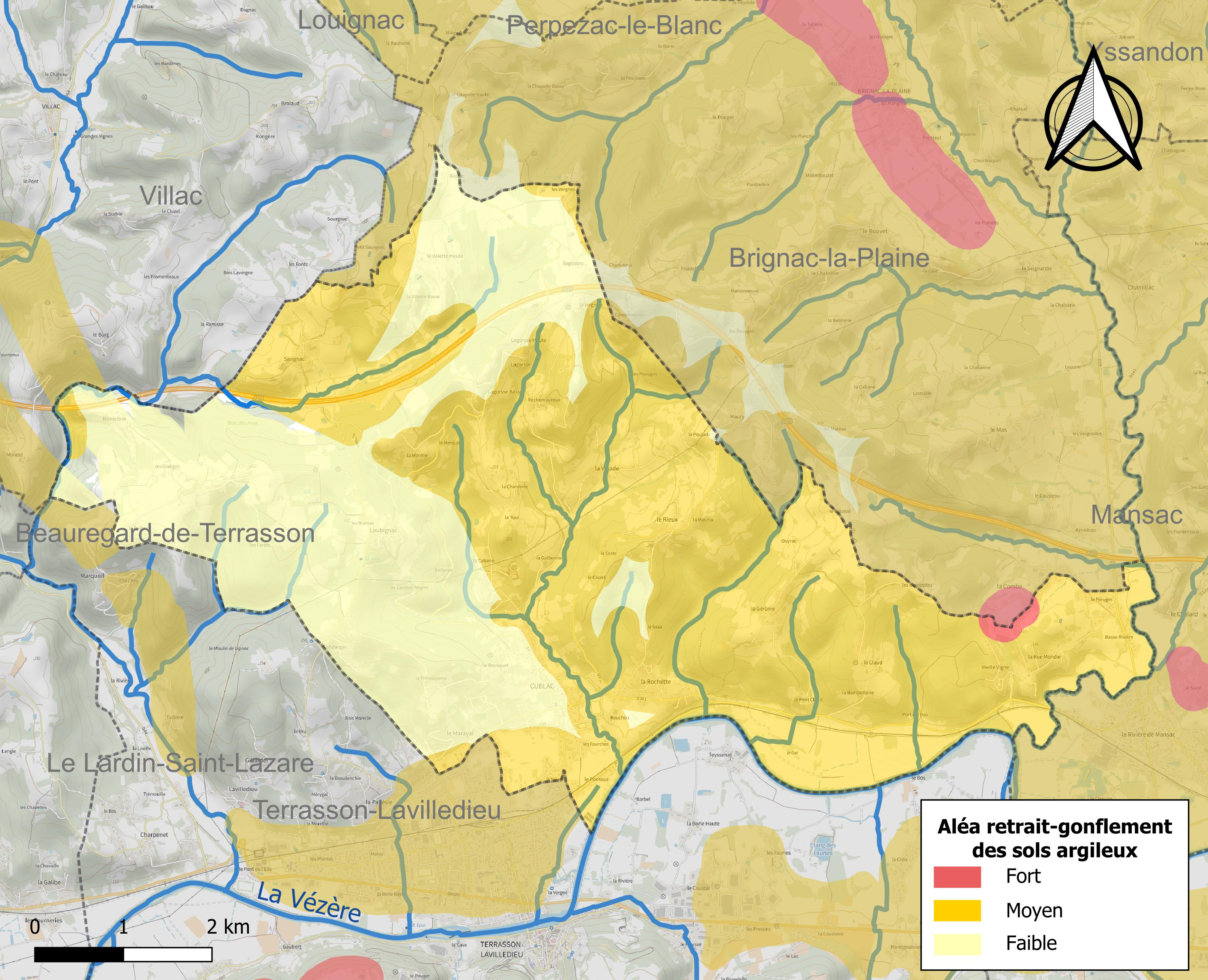
Carte des zones d'aléa retrait-gonflement des sols argileux de Cublac.

La commune est vulnérable au risque de mouvements de terrains constitué principalement du retrait-gonflement des sols argileux. Cet aléa est susceptible d'engendrer des dommages importants aux bâtiments en cas d’alternance de périodes de sécheresse et de pluie. 62,7 % de la superficie communale est en aléa moyen ou fort (26,8 % au niveau départemental et 48,5 % au niveau national). Sur les 838 bâtiments dénombrés sur la commune en 2019,  535 sont en aléa moyen ou fort, soit 64 %, à comparer aux 36 % au niveau départemental et 54 % au niveau national. Une cartographie de l'exposition du territoire national au retrait gonflement des sols argileux est disponible sur le site du BRGM,.
Concernant les feux de forêt, aucun plan de prévention des risques incendie de forêt (PPRIF) n’a été établi en Corrèze, néanmoins le code de l’urbanisme impose la prise en compte des risques dans les documents d’urbanisme. Le périmètre des servitudes d'utilité publique et des zones d'obligation légale de débroussaillement pour les particuliers est quant à lui défini pour la commune dans une carte dédiée. 
Concernant les mouvements de terrains, la commune a été reconnue en état de catastrophe naturelle au titre des dommages causés par la sécheresse en 2018 et 2019, par des mouvements de terrain en 1999 et par des glissements de terrain en 1993.

#### Risques technologiques
Le risque de transport de matières dangereuses sur la commune est lié à sa traversée par une route à fort trafic. Un accident se produisant sur une telle infrastructure est susceptible d’avoir des effets graves sur les biens, les personnes ou l'environnement, selon la nature du matériau transporté. Des dispositions d’urbanisme peuvent être préconisées en conséquence. 
La commune est en outre située en aval du barrage de Monceaux la Virolle, un ouvrage de classe A situé en Corrèze et disposant d'une retenue de 20,5 millions de mètres cubes. À ce titre elle est susceptible d’être touchée par l’onde de submersion consécutive à la rupture de cet ouvrage.

#### Risques particuliers
La commune est  concernée par le risque minier, principalement lié à l’évolution des cavités souterraines laissées à l’abandon et sans entretien après l’exploitation de mines. 
Dans plusieurs parties du territoire national, le radon, accumulé dans certains logements ou autres locaux, peut constituer une source significative d’exposition de la population aux rayonnements ionisants. Certaines communes du département sont concernées par le risque radon à un niveau plus ou moins élevé. Selon la classification de 2018, la commune de Cublac est classée en zone 3, à savoir zone à potentiel radon significatif. 

## Histoire
En 935, une chapelle annexe de la paroisse de Brignac est édifiée à Cublac. Cublac devient à son tour une paroisse en 1107 et l'église qui y est construite est consacrée en 1131 par l'évêque de Limoges. Détruite lors des guerres de religion, l'église actuelle, dédiée à saint Barthélemy, est reconstruite en 1490, puis modifiée au XIXe siècle par l'ajout du portail et du porche actuels.

### Mines
Du charbon est découvert le 20 février 1766 grâce à l'initiative de l'intendant de la généralité de Limoges, Anne Robert Jacques Turgot. La houille est exploitée sur le territoire de Cublac entre 1781 et 1914 par plusieurs compagnies. La production est faible, généralement comprise entre 1 000 et 3 500 tonnes par an,.

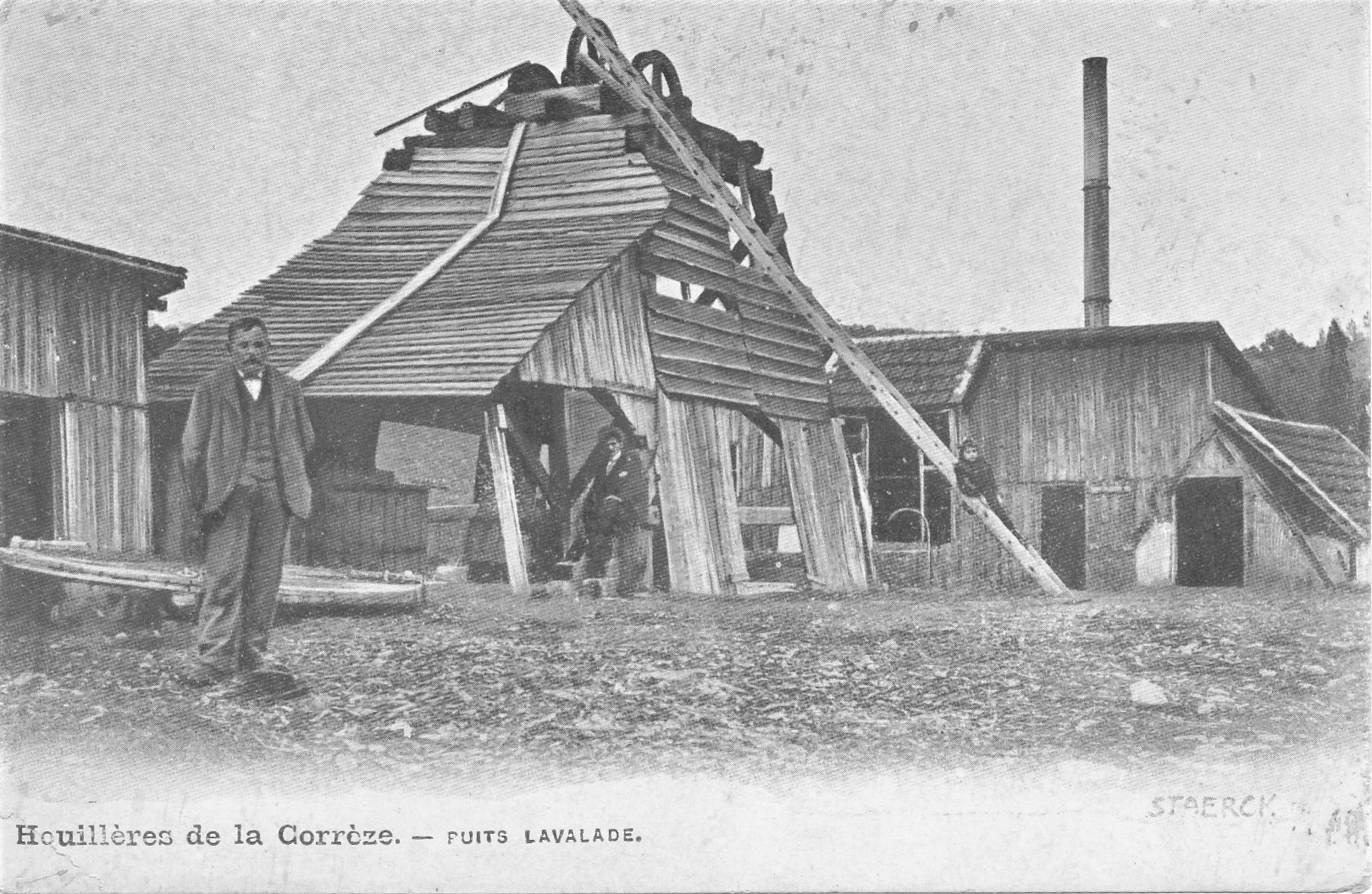
Le puits de la Valade.
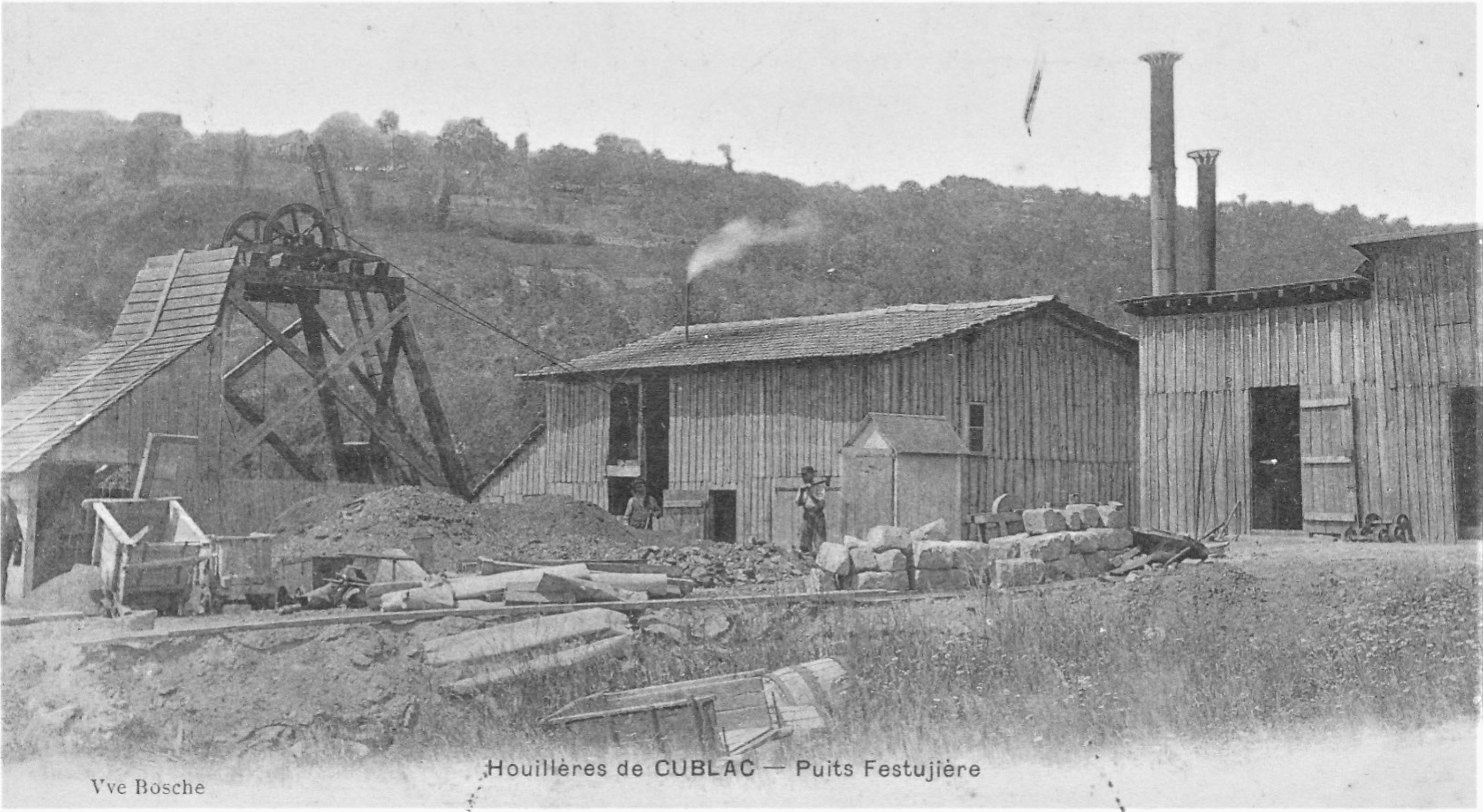
Le puits Festugières.
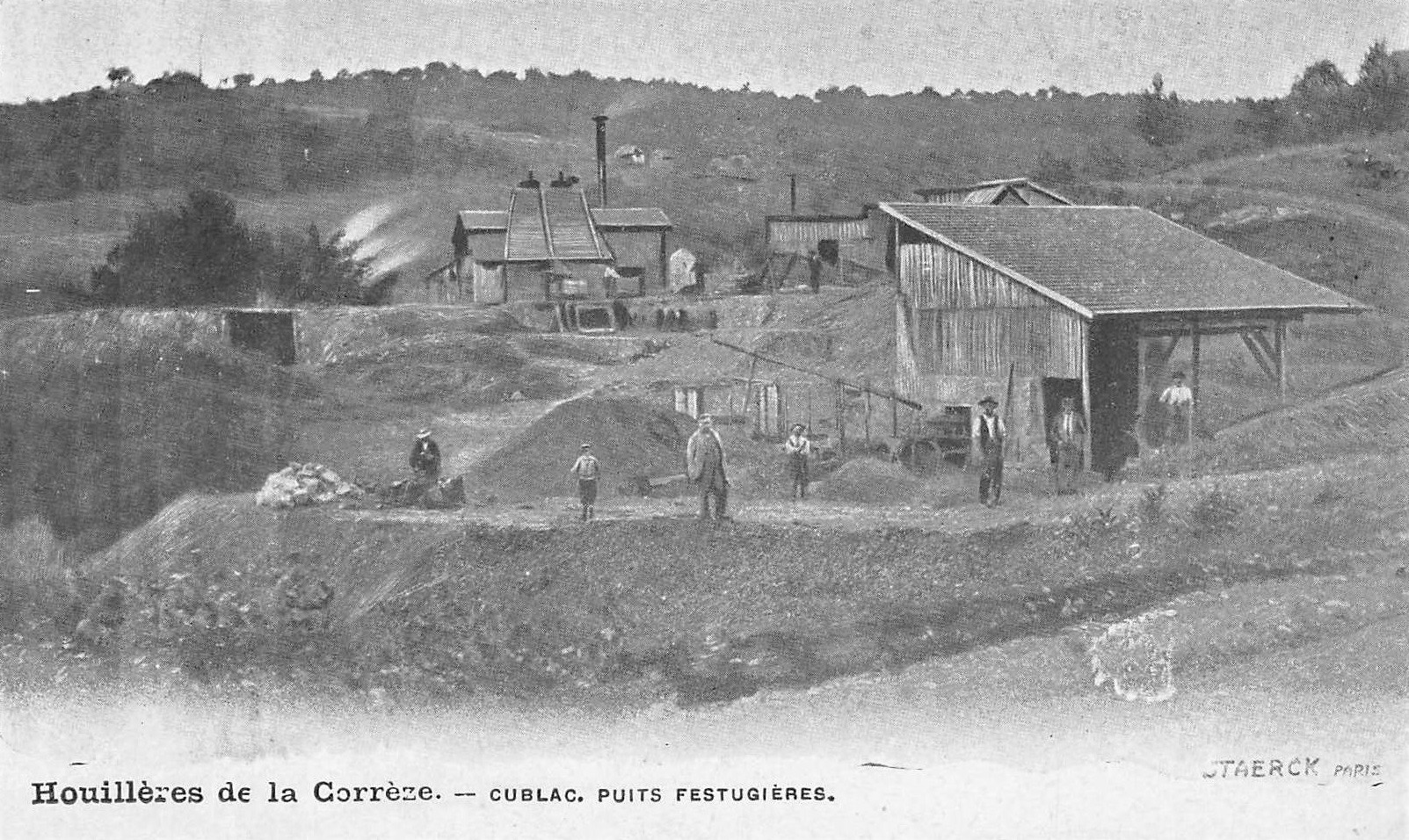
Vue générale du puits Festugières.
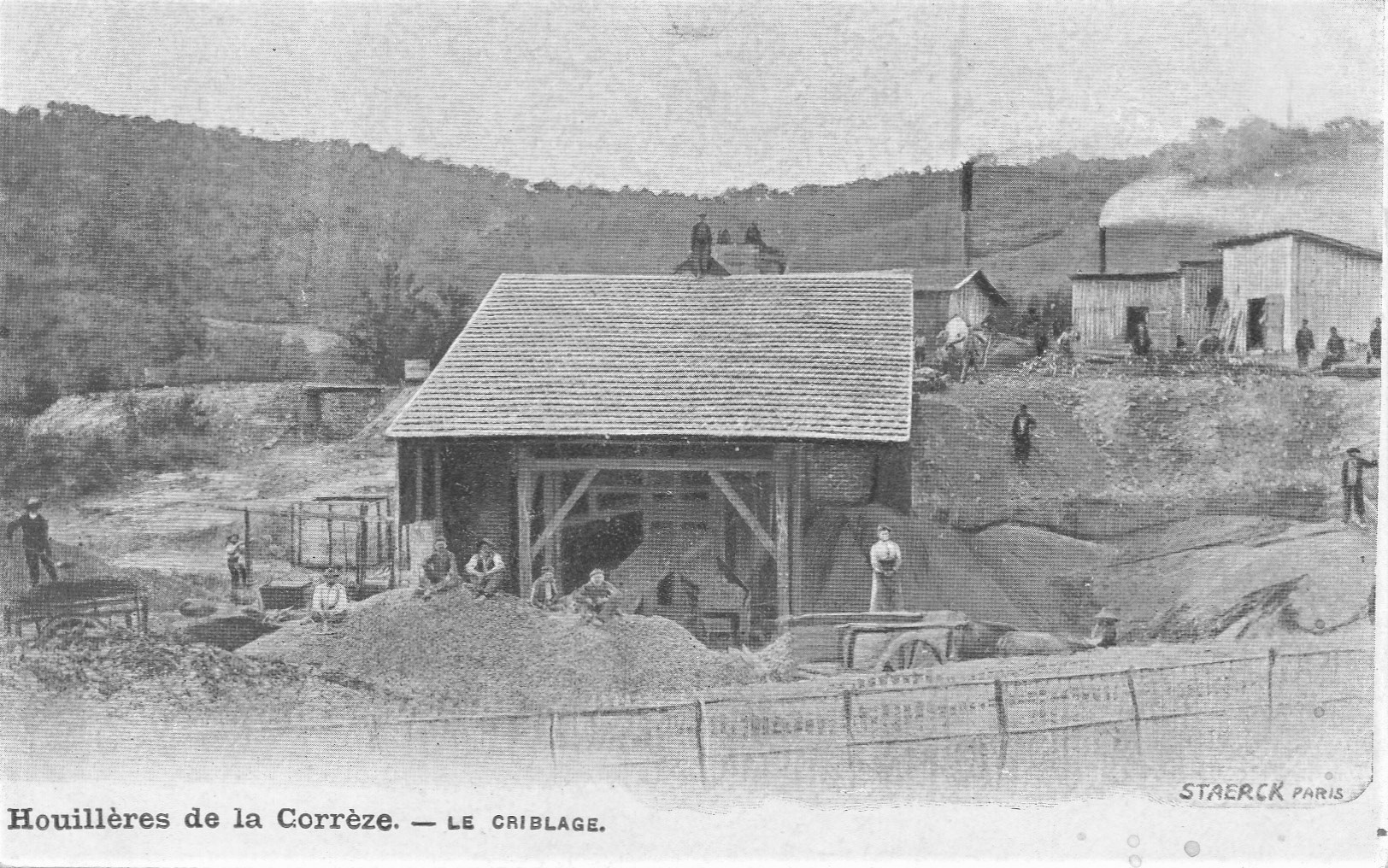
Le criblage au puits Festugières.

### École Bossuet
À la suite de la loi de séparation des Églises et de l'État de 1905, le petit séminaire de Brive-la-Gaillarde est transféré en 1907 à l'école Bossuet de Cublac sur le site de Notre-Dame-de-la-Cabane. Il compte alors parmi ses professeurs les préhistoriens Jean Bouyssonie et son frère Amédée qui en est directeur. C'est un établissement d’enseignement secondaire ecclésiastique où les élèves, tous internes, rentrent très rarement chez eux. Son isolement et son éloignement de Brive entraînent une baisse des effectifs sous un niveau critique en 1932, ce qui motive son déménagement à Brive dans un nouvel établissement inauguré le 17 septembre 1933.
Les bâtiments abandonnés tombent en ruine. En 2017, un projet de transformation du site en hôtel de luxe est présenté.

## Politique et administration

### Liste des maires

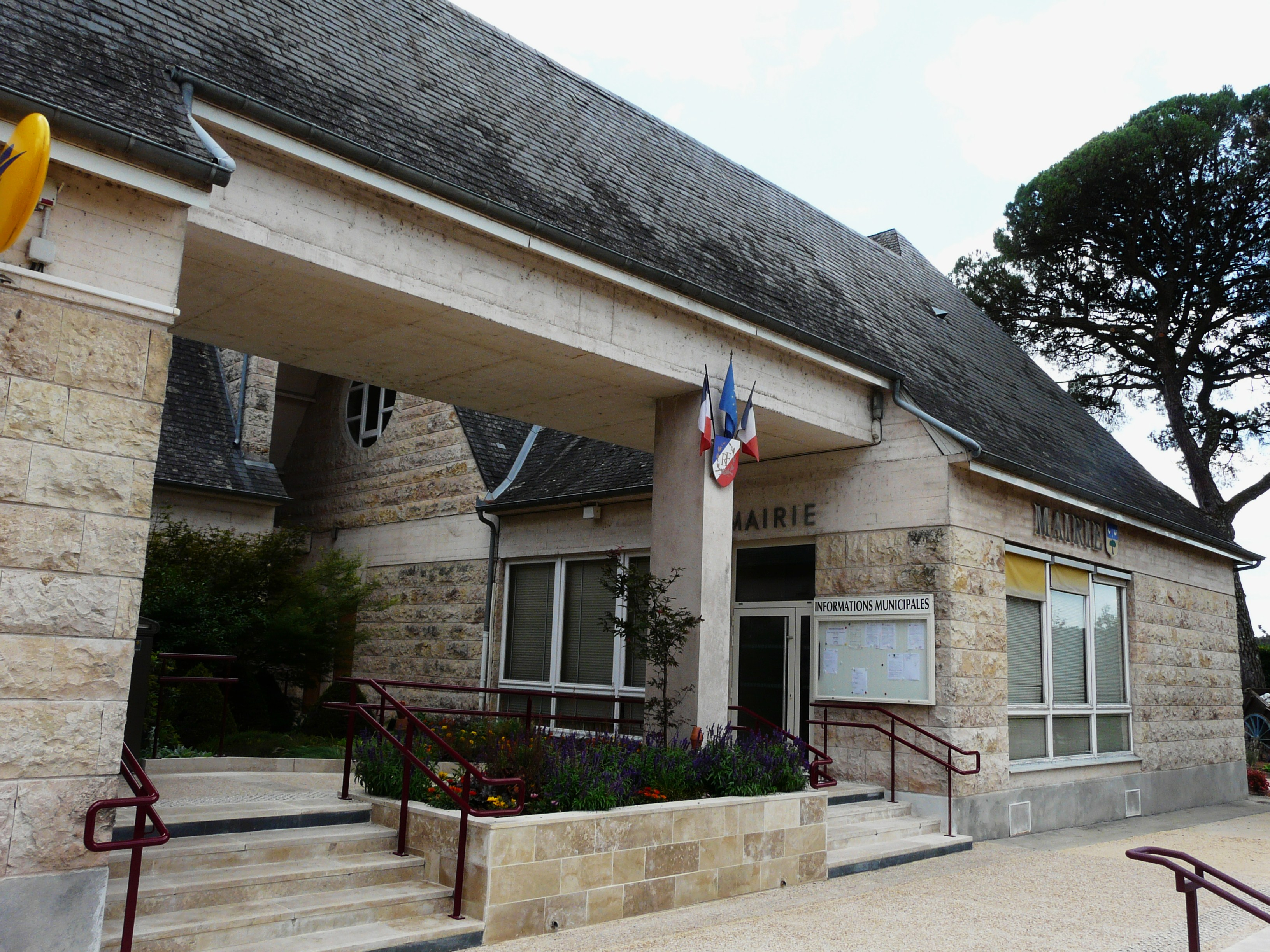
La mairie.

| Période                                  | Période  | Identité         | Étiquette | Qualité     |
| ---------------------------------------- | -------- | ---------------- | --------- | ----------- |
| Les données manquantes sont à compléter. |          |                  |           |             |
|                                          |          |                  |           |             |
| avant 1981                               | ?        | Philippe Mathieu | DVG       |             |
|                                          |          |                  |           |             |
| mars 2001 (réélu en mai 2020)            | En cours | Jean-Marc Brut   | UMP-LR    | Agriculteur |

### Politique de développement durable
La commune a engagé une politique de développement durable en lançant une démarche d'Agenda 21 en 2009.

### Politique environnementale
Dans son palmarès 2024, le Conseil national de villes et villages fleuris de France a attribué deux fleurs à la commune.

## Population et société

### Démographie
L'évolution du nombre d'habitants est connue à travers les recensements de la population effectués dans la commune depuis 1793. Pour les communes de moins de 10 000 habitants, une enquête de recensement portant sur toute la population est réalisée tous les cinq ans, les populations de référence des années intermédiaires étant quant à elles estimées par interpolation ou extrapolation. Pour la commune, le premier recensement exhaustif entrant dans le cadre du nouveau dispositif a été réalisé en 2004.

En 2022, la commune comptait 1 730 habitants, en évolution de +3,35 % par rapport à 2016 (Corrèze : −0,59 %, France hors Mayotte : +2,11 %).
| 1793 | 1800  | 1806 | 1821  | 1831  | 1836  | 1841  | 1846  | 1851  |
| ---- | ----- | ---- | ----- | ----- | ----- | ----- | ----- | ----- |
| 976  | 1 067 | 990  | 1 076 | 1 084 | 1 086 | 1 118 | 1 156 | 1 188 |

| 1856  | 1861  | 1866  | 1872  | 1876  | 1881  | 1886  | 1891  | 1896  |
| ----- | ----- | ----- | ----- | ----- | ----- | ----- | ----- | ----- |
| 1 178 | 1 241 | 1 214 | 1 195 | 1 190 | 1 178 | 1 213 | 1 303 | 1 278 |

| 1901  | 1906  | 1911  | 1921  | 1926  | 1931  | 1936  | 1946  | 1954  |
| ----- | ----- | ----- | ----- | ----- | ----- | ----- | ----- | ----- |
| 1 215 | 1 091 | 1 130 | 1 087 | 1 134 | 1 035 | 1 104 | 1 031 | 1 026 |

| 1962  | 1968  | 1975  | 1982  | 1990  | 1999  | 2004  | 2006  | 2009  |
| ----- | ----- | ----- | ----- | ----- | ----- | ----- | ----- | ----- |
| 1 021 | 1 062 | 1 132 | 1 377 | 1 560 | 1 515 | 1 534 | 1 577 | 1 718 |

| 2014  | 2019  | 2022  | - | - | - | - | - | - |
| ----- | ----- | ----- | - | - | - | - | - | - |
| 1 670 | 1 736 | 1 730 | - | - | - | - | - | - |

### Sports
- Club de rugby : Union sportive Cublac-Terrasson[43],[44].

## Culture locale et patrimoine

### Lieux et monuments
- L'église Saint-Barthélémy date des XVe et XIXe siècles[31].
- Collégiale Notre-Dame de la Cabane de Cublac.

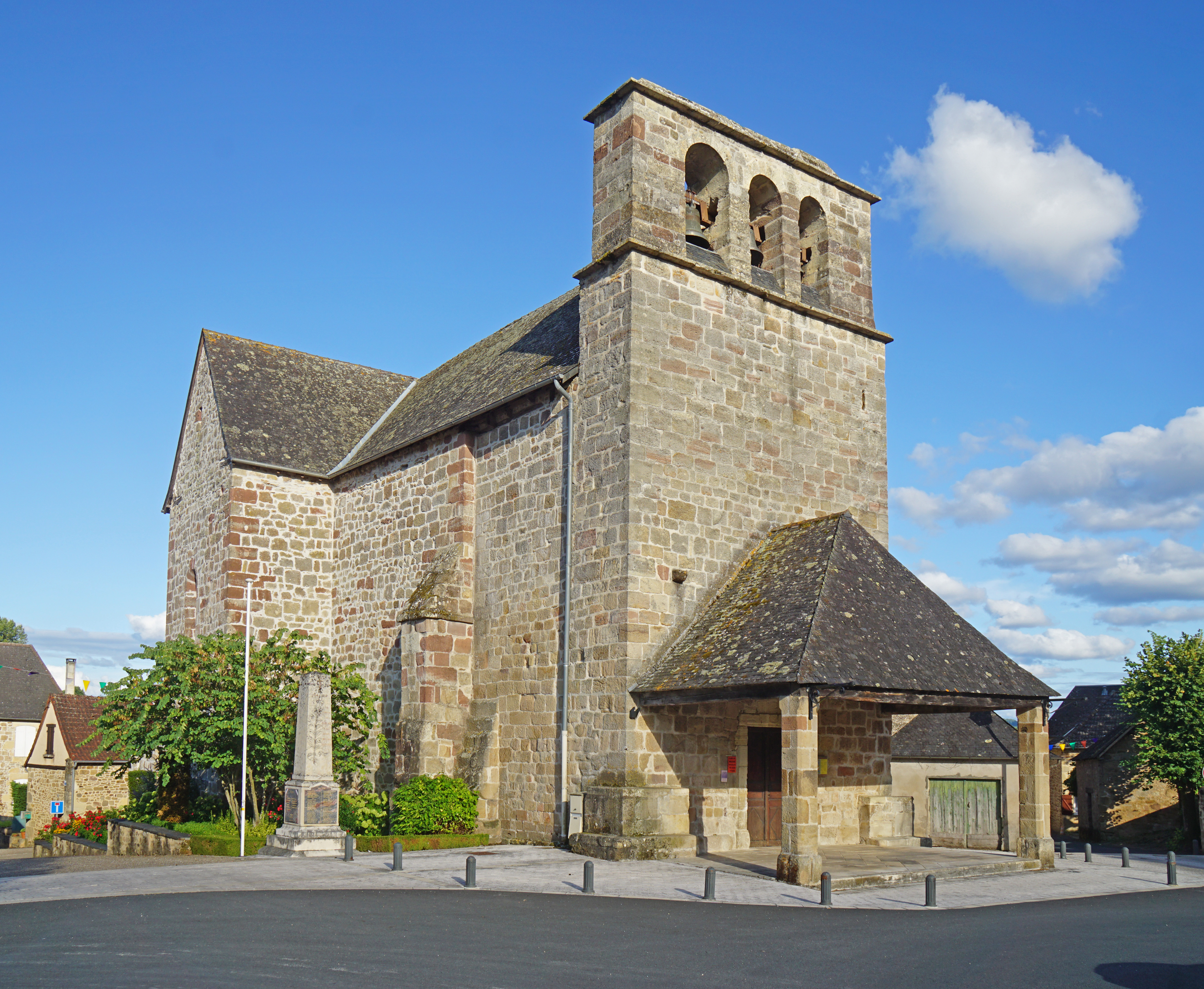
L'église Saint-Barthélémy.
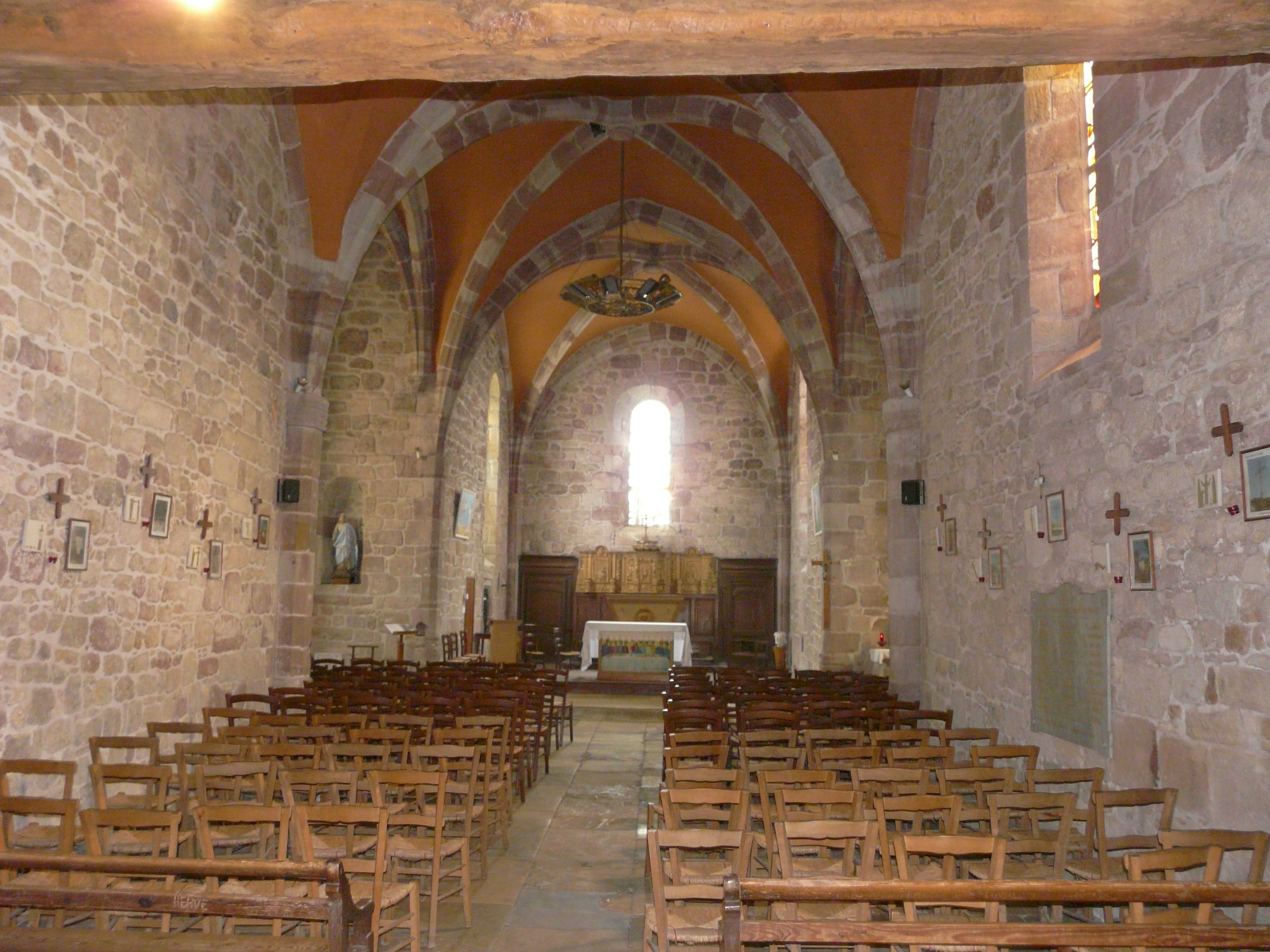
Sa nef.
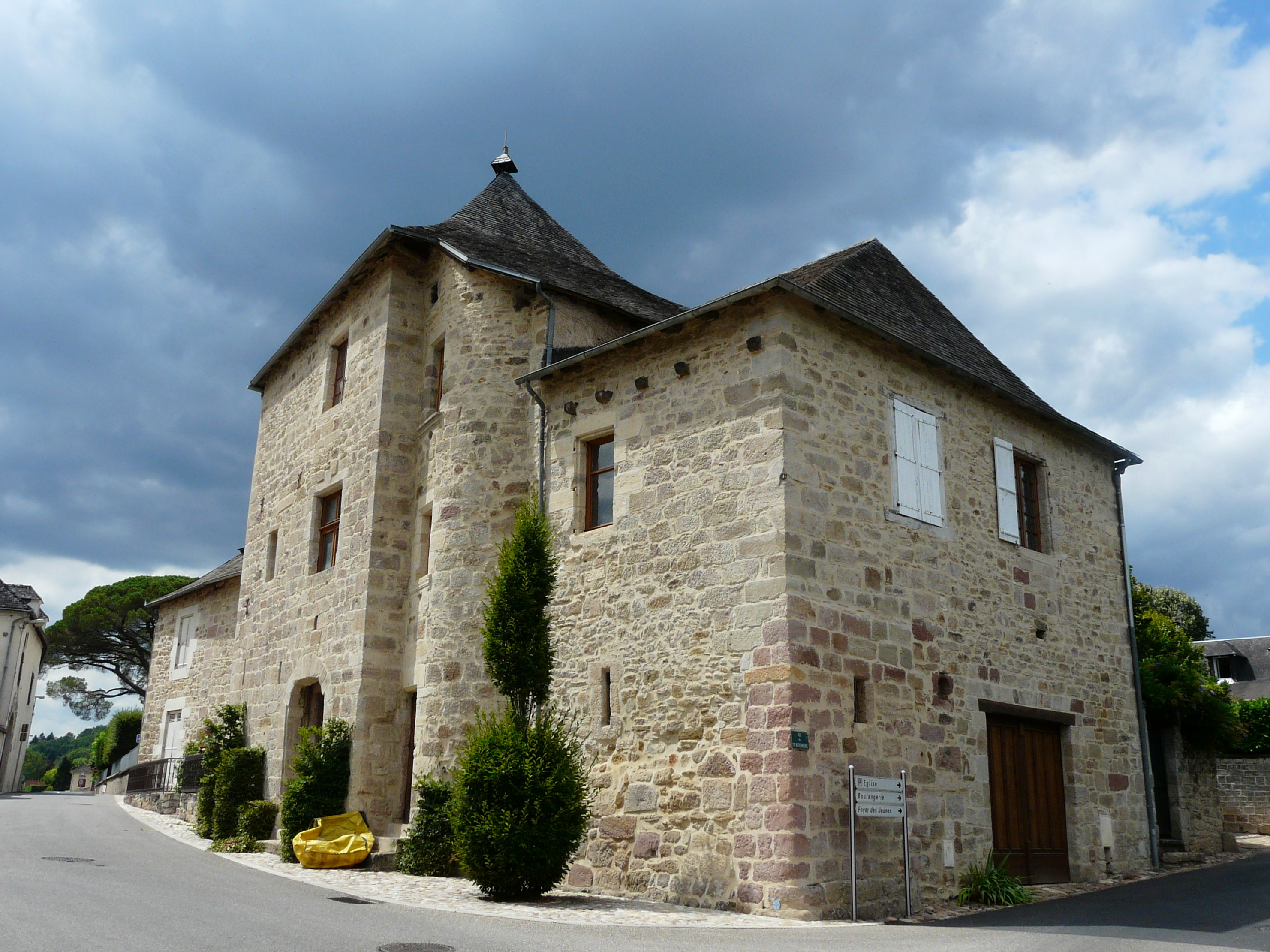
Bâtiment ancien dans le bourg de Cublac.
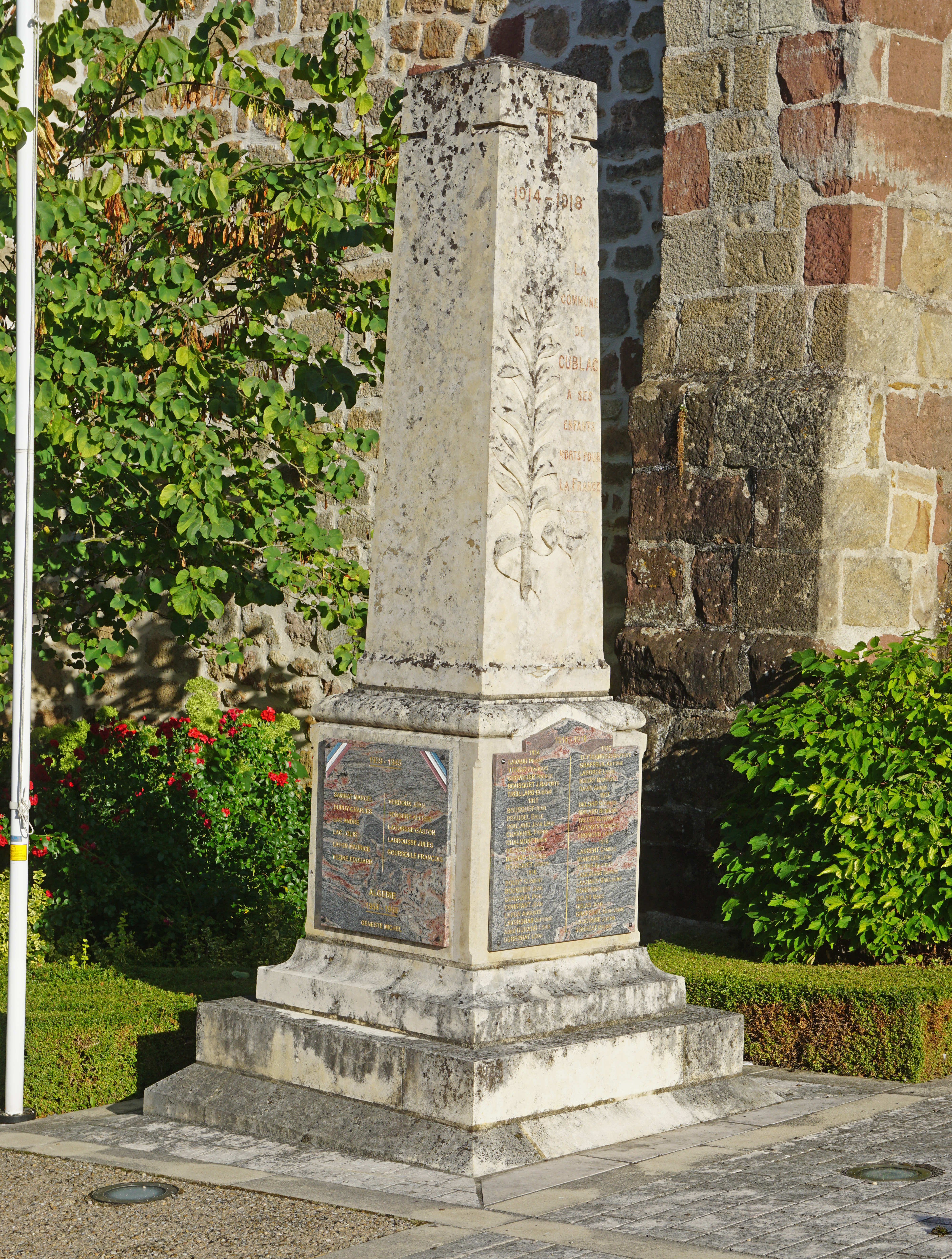
Le monument aux morts.
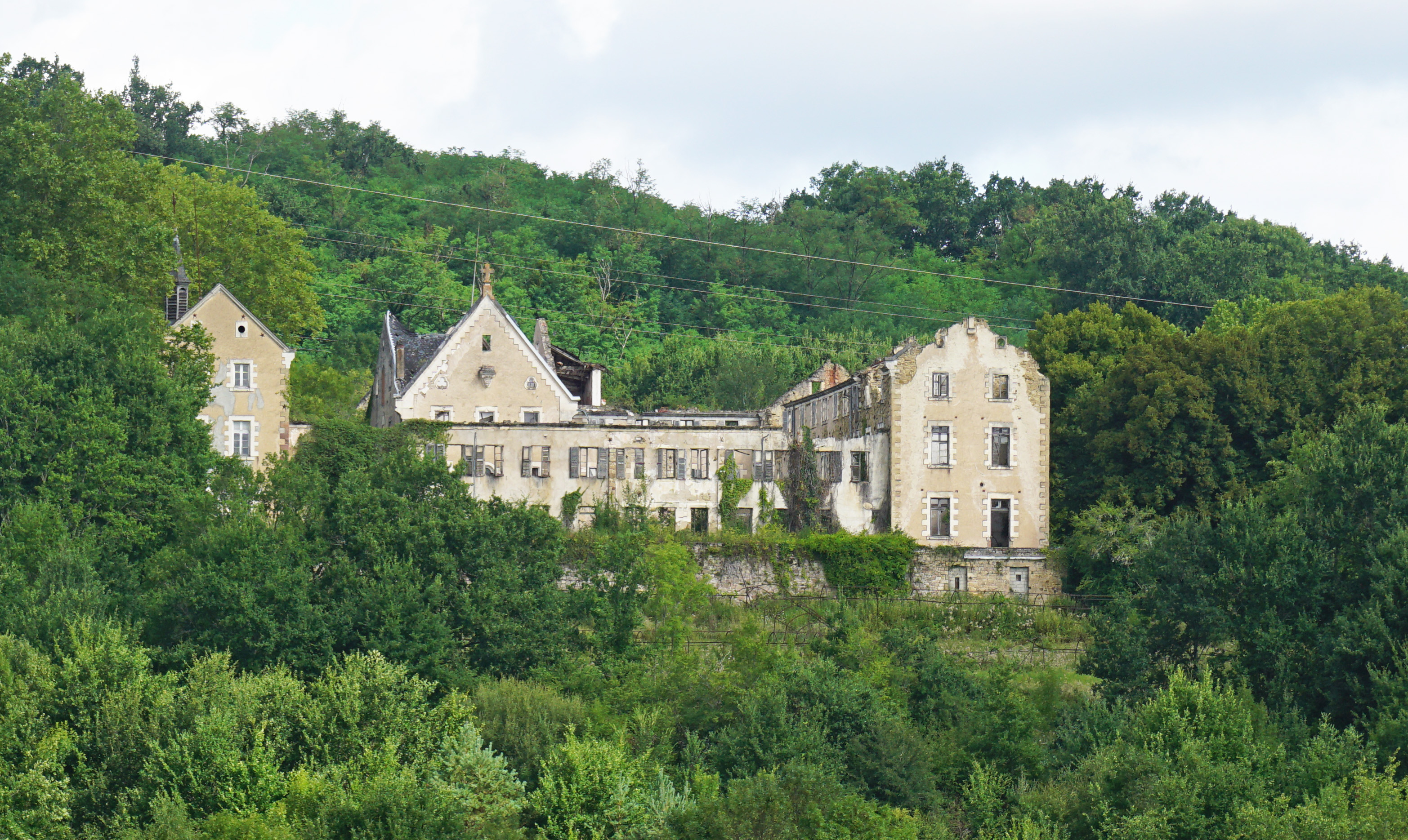
Notre-Dame de la Cabane.

Le lieu-dit la Rochette a des demeures typiques constituées de pierres rouges.
Les vestiges miniers de l'exploitation du charbon (emplacements de puits, ruines, outils et corons) sont mis en valeur le long de sentiers de découvertes agrémentés de panneaux explicatifs. Cinq grands panneaux consacrés à l'histoire du village et des mines sont installés sous la halle publique.

Le sentier des mines de charbon de Cublac.
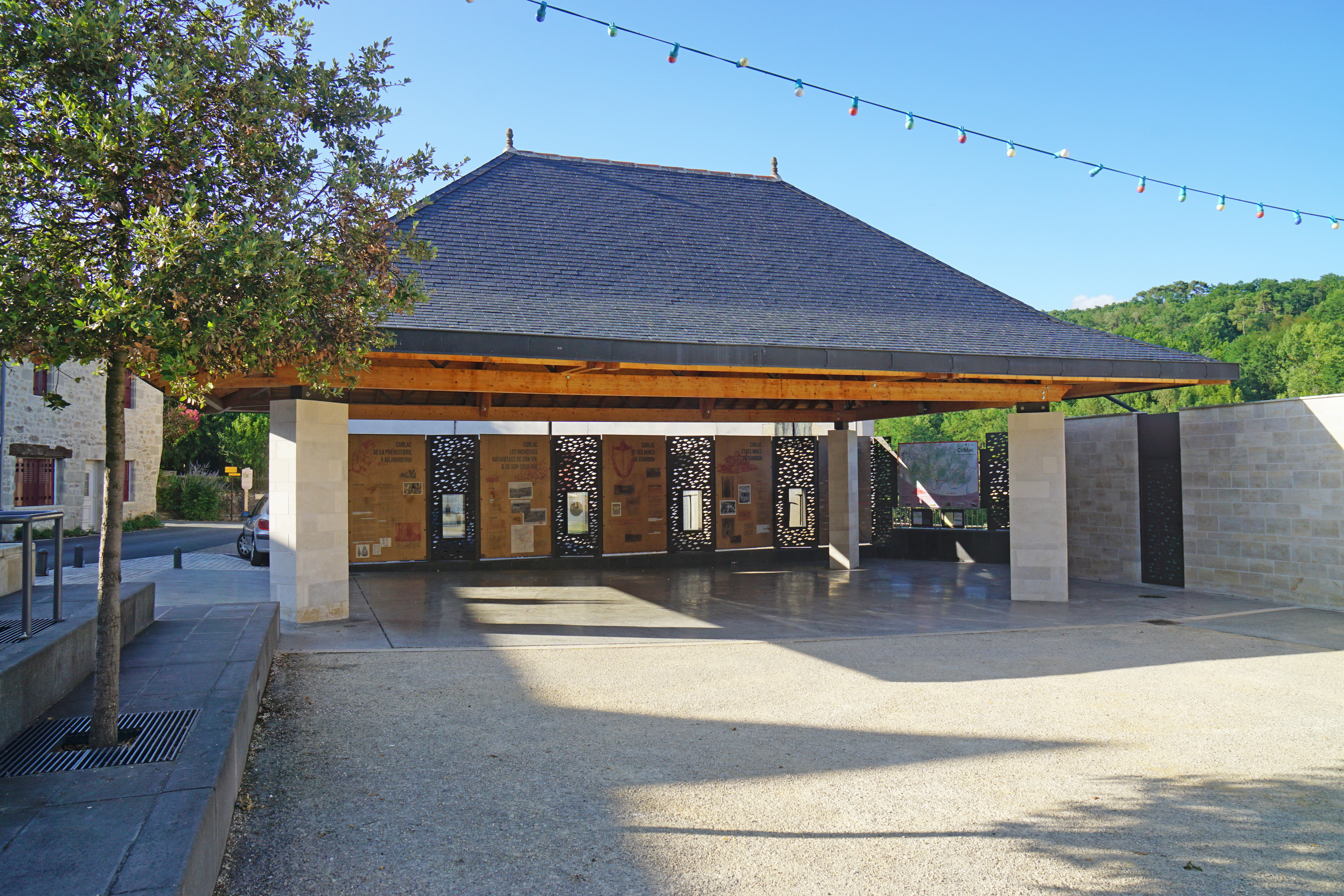
La halle publique et les panneaux.
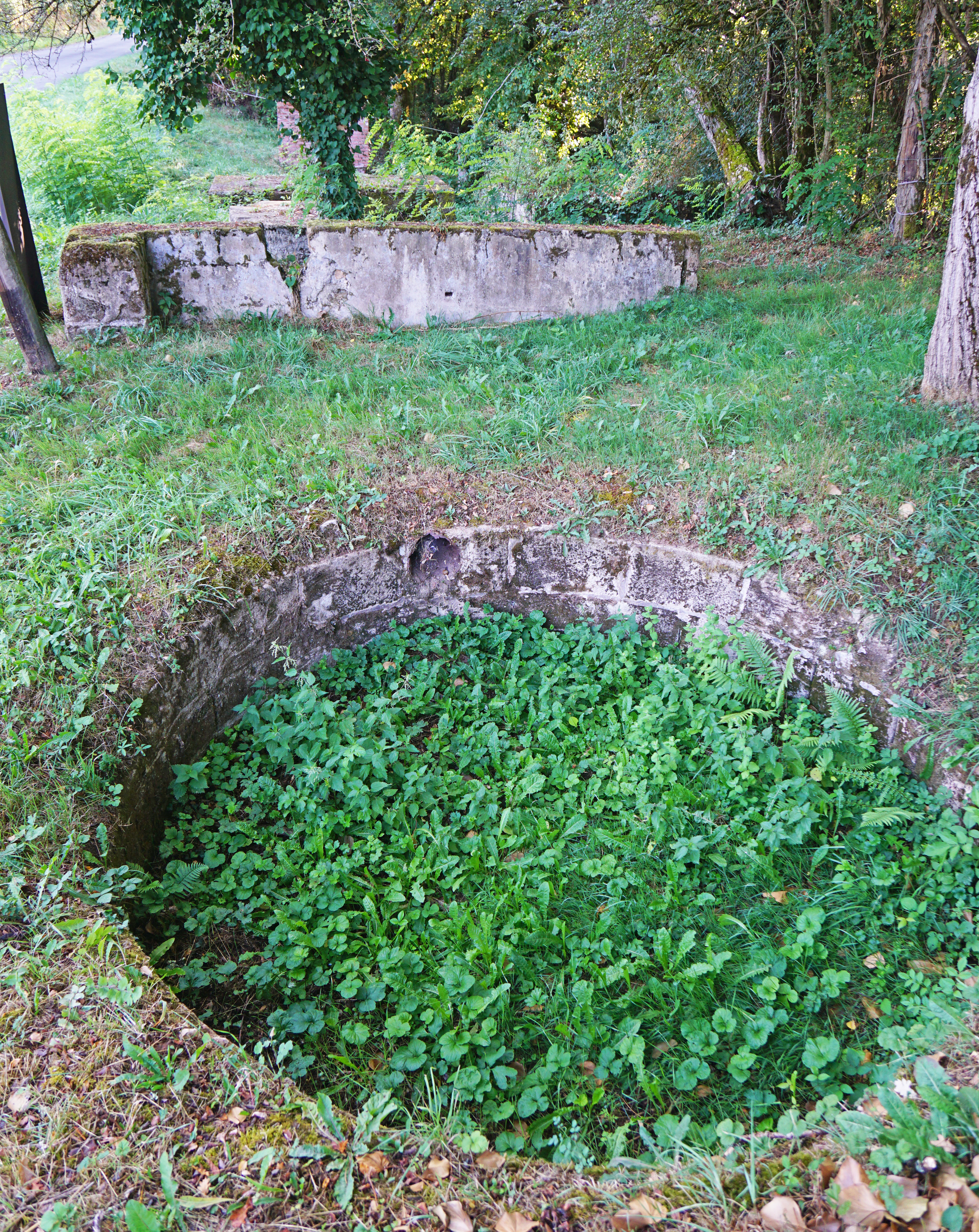
Le puits de la Valade.
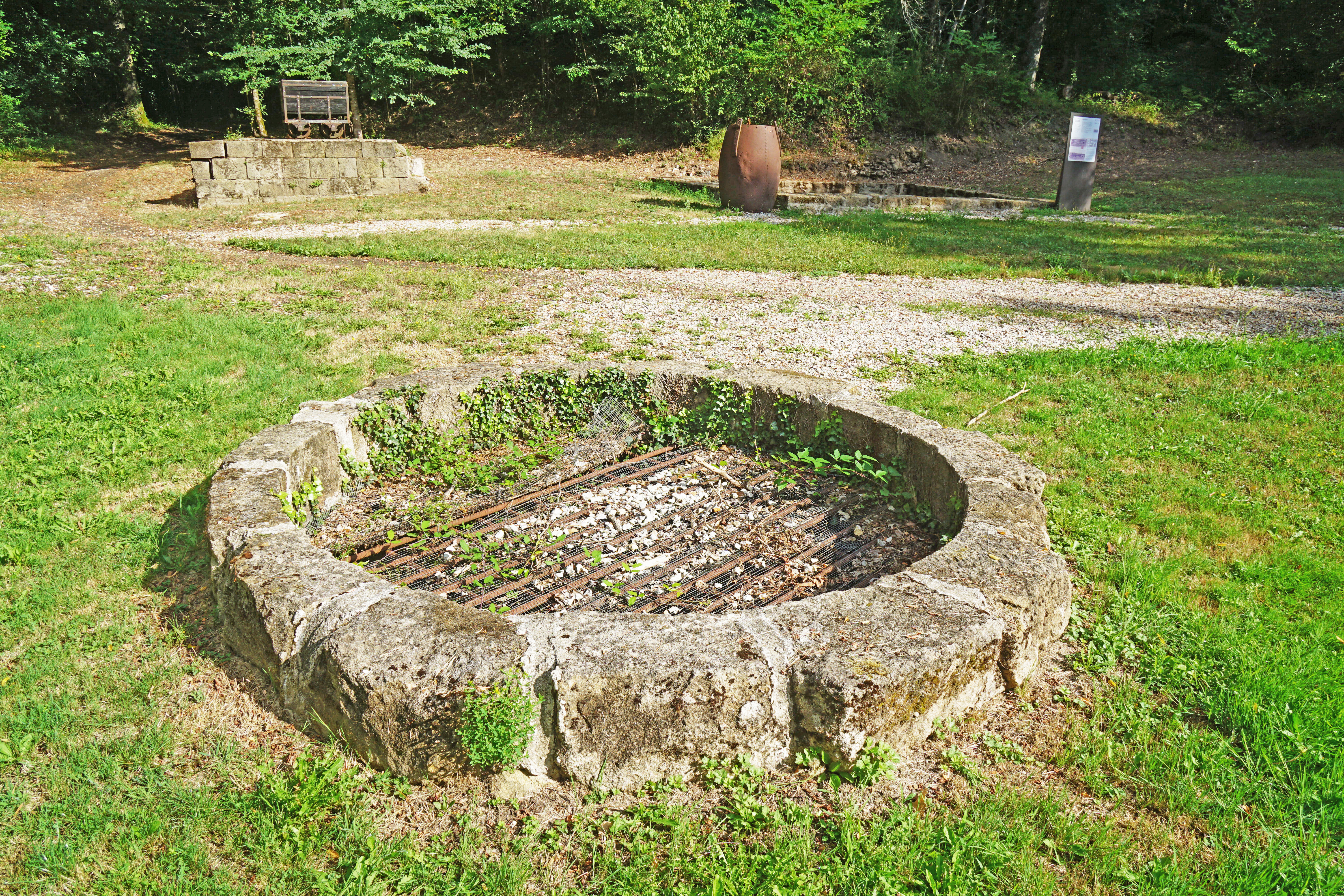
Le puits Festugières.
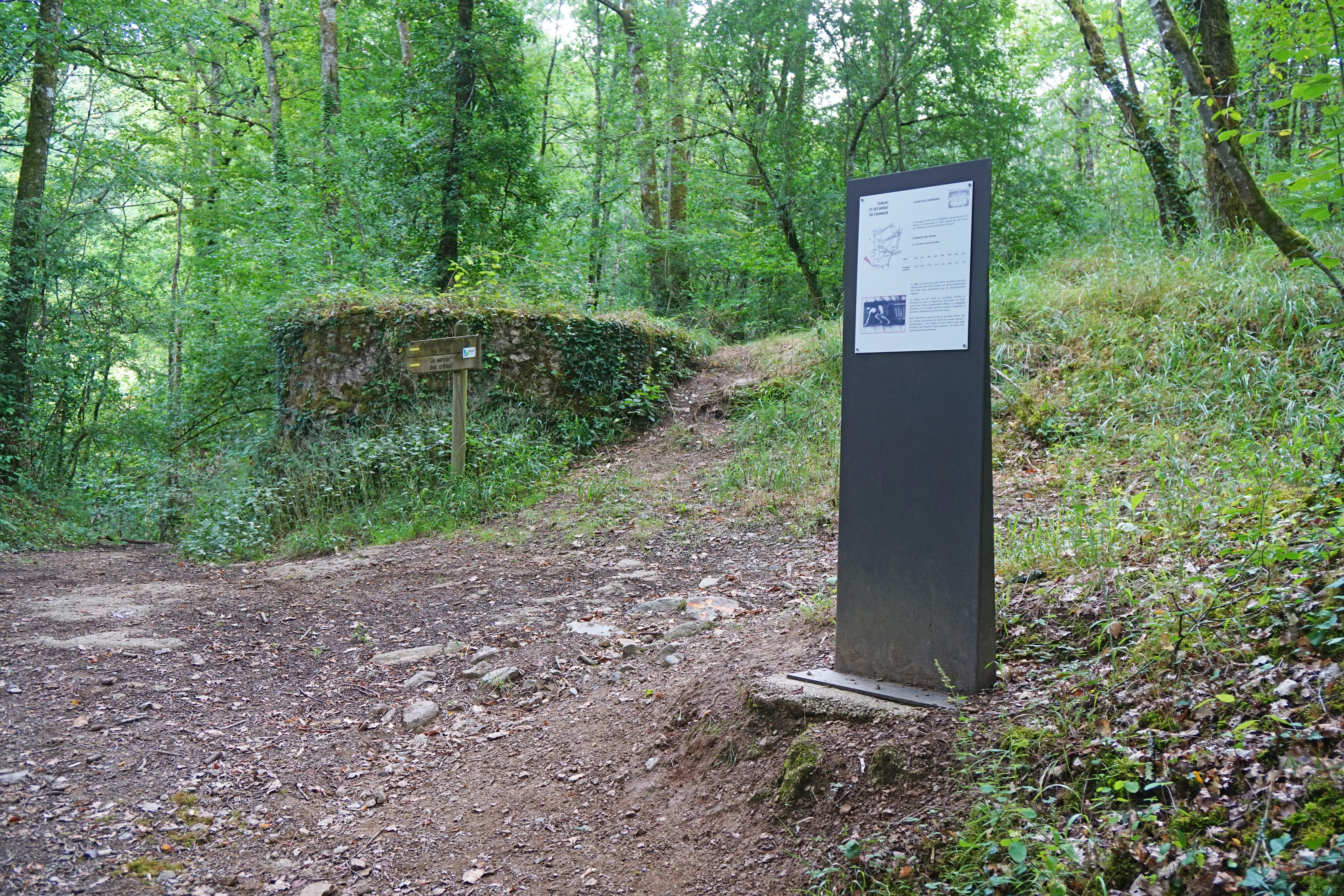
Le puits Espérance.
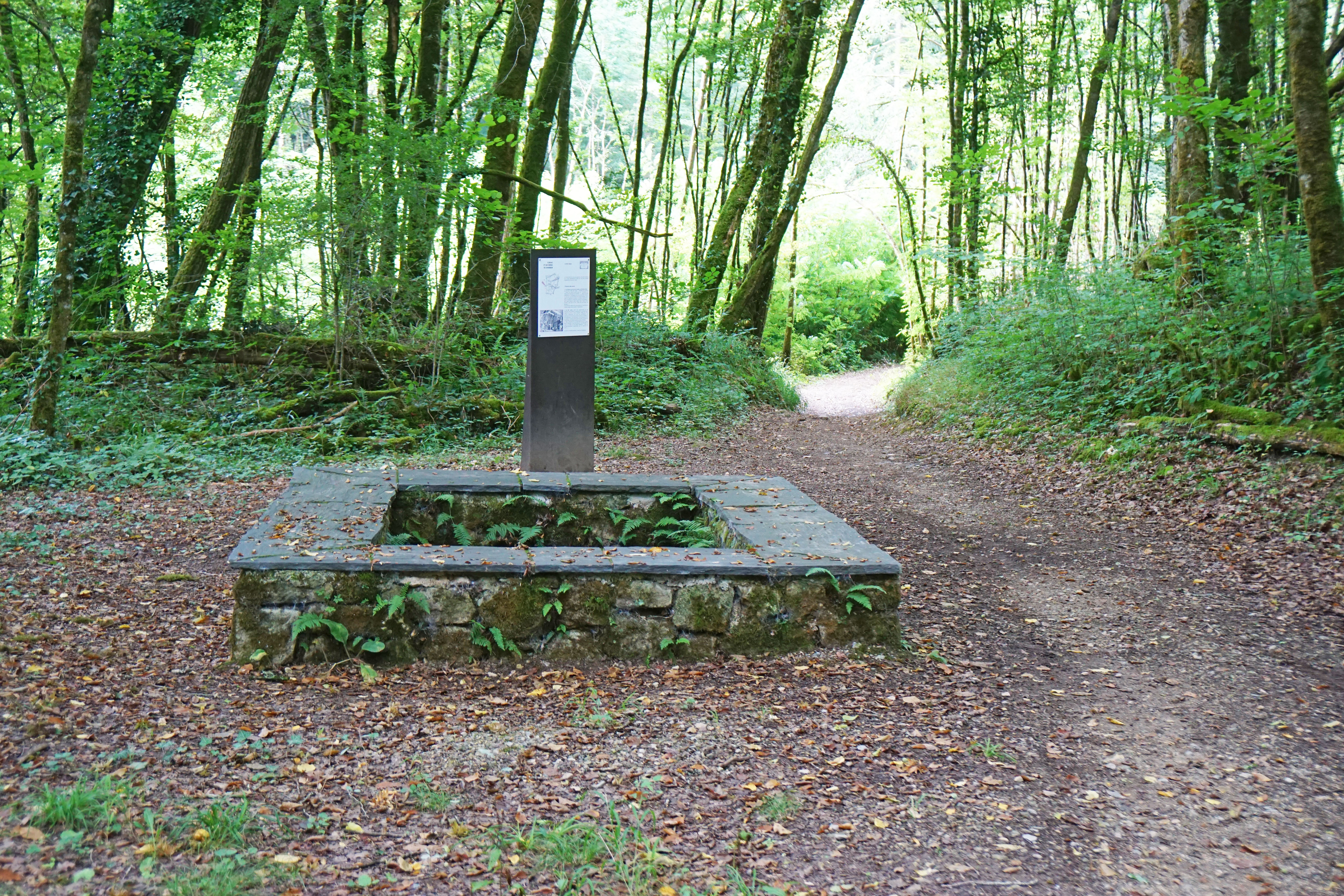
Le puits Vieux.

### Personnalités liées à la commune
- Jean Bouyssonie (1877-1965) et son frère Amédée, professeurs à l'école Bossuet de Cublac[34].

### Héraldique
| Blason de Cublac | Blason  | Coupé : au 1er d'azur à une épée haute d'argent posée en pal, accompagnée de deux croissants aussi d'argent, au 2e d'or à l'arbre arraché de sinople. |
| Blason de Cublac | Détails | Le statut officiel du blason reste à déterminer. |

### Cinéma
Plusieurs films et séries ont été tournés dans la commune en particulier, en 1990 : Les enfants de Lascaux de Maurice Bunio.